# Nigeri labdarúgó-szövetség
A nigeri labdarúgó-szövetség (franciául: Fédération Nigerienne de Football, rövidítve: FENIFOOT) Niger nemzeti labdarúgó-szövetsége. A szervezetet 1967-ben alapították, ugyancsak 1967-ben csatlakozott a Nemzetközi Labdarúgó-szövetséghez, valamint az Afrikai Labdarúgó-szövetséghez. A szövetség szervezi a Nigeri labdarúgó-bajnokságot. Működteti a férfi valamint a női labdarúgó-válogatottat.